# Glypta rufiscutellaris
Glypta rufiscutellaris är en stekelart som beskrevs av Cresson 1870. Glypta rufiscutellaris ingår i släktet Glypta och familjen brokparasitsteklar. Inga underarter finns listade i Catalogue of Life.